# Antonio Bartolomeo Bruni
Antonio Bartolomeo Bruni (ur. 28 stycznia 1757 w Cuneo, zm. 6 sierpnia 1821 tamże) – włoski kompozytor, skrzypek i dyrygent.

## Życiorys
Uczył się u Gaetano Pugnaniego w Turynie oraz w Novarze u Spezianiego. W 1780 roku wyjechał do Paryża, gdzie w dniu 15 maja zadebiutował publicznie jako skrzypek w Concert Spirituel. W latach 1781–1789 grał w Comédie-Italienne. W 1785 roku wystawił swoją pierwszą operę, Coradin. Po 1789 roku przez krótki czas był kapelmistrzem Théâtre de Monsieur i Théâtre Montansier. Od 1799 do 1801 pełnił funkcję kapelmistrza Opéra-Comique, następnie w latach 1801-1806 Opéra-Italienne. W 1806 roku wyjechał do ojczystego Cuneo. W 1814 roku na krótki czas wrócił do Paryża, obejmując posadę dyrygenta Théâtre Feydeau, jednak po klęsce swoich dwóch ostatnich oper powrócił do Włoch.

## Twórczość
Napisał 22 opery, w większości zaginione, z których największym powodzeniem cieszyły się Célestine (wyst. Paryż 1787), Claudine (wyst. Paryż 1794) i La Rencontre en voyage (wyst. Paryż 1798). Ponadto skomponował m.in. 60 kwartetów smyczkowych, 36 triów, koncerty, duety na dwoje skrzypiec lub skrzypce i altówkę, 21 sonat skrzypcowych, utwory wokale. Był autorem pracy teoretycznej Méthode pour l’alto viola contenant les principes de cet instrument suivis de 25 études. 